# Na Oklice
Na Oklice je přírodní rezervace na mírně skloněném jižním svahu jihozápadně od samoty Na Oklice v pramenné oblasti Milíčovského potoka poblíž obce Milíčov v okrese Jihlava v nadmořské výšce 640–668 metrů. Oblast spravuje Krajský úřad Kraje Vysočina. V roce 2014 začala realizace opatření pro podporu biodiverzity v EVL Na Oklice, cílem je odstranění zalesněných ploch, obnova rašelinišť, podmáčených luk a dalších původních ploch. Celkem budou provedeny práce v hodnotě 3,5 milionu Kč.
Důvodem ochrany je zachování unikátního komplexu rašelinišť, okolních rašelinných luk a smilkových pastvin, které slouží jako biotop kriticky a silně ohrožených rostlinných a živočišných společenstev i jednotlivých taxonů. Území je významným prameništěm v těsné blízkosti hlavního evropského rozvodí.
Mezi nejvýznamnější živočichy vyskytující se v oblasti patří zejména mravenec rašelinný (Formica picea), čolek horský (Ichthyosaura alpestris), moták pochop (Circus aeruginosus), chřástal polní (Crex crex), bekasina otavní (Gallinago gallinago), čejka chocholatá (Vanellus vanellus) z rostlin pak hrotnosemenka bílá (Rhynchospora alba), suchopýr štíhlý (Eriophorum gracile), suchopýrek alpský (Trichophorum alpinum), rosnatka okrouhlolistá (Drosera rotundifolia), bařička bahenní (Triglochin palustris) a všivec bahenní (Pedicularis palustris).

## Galerie

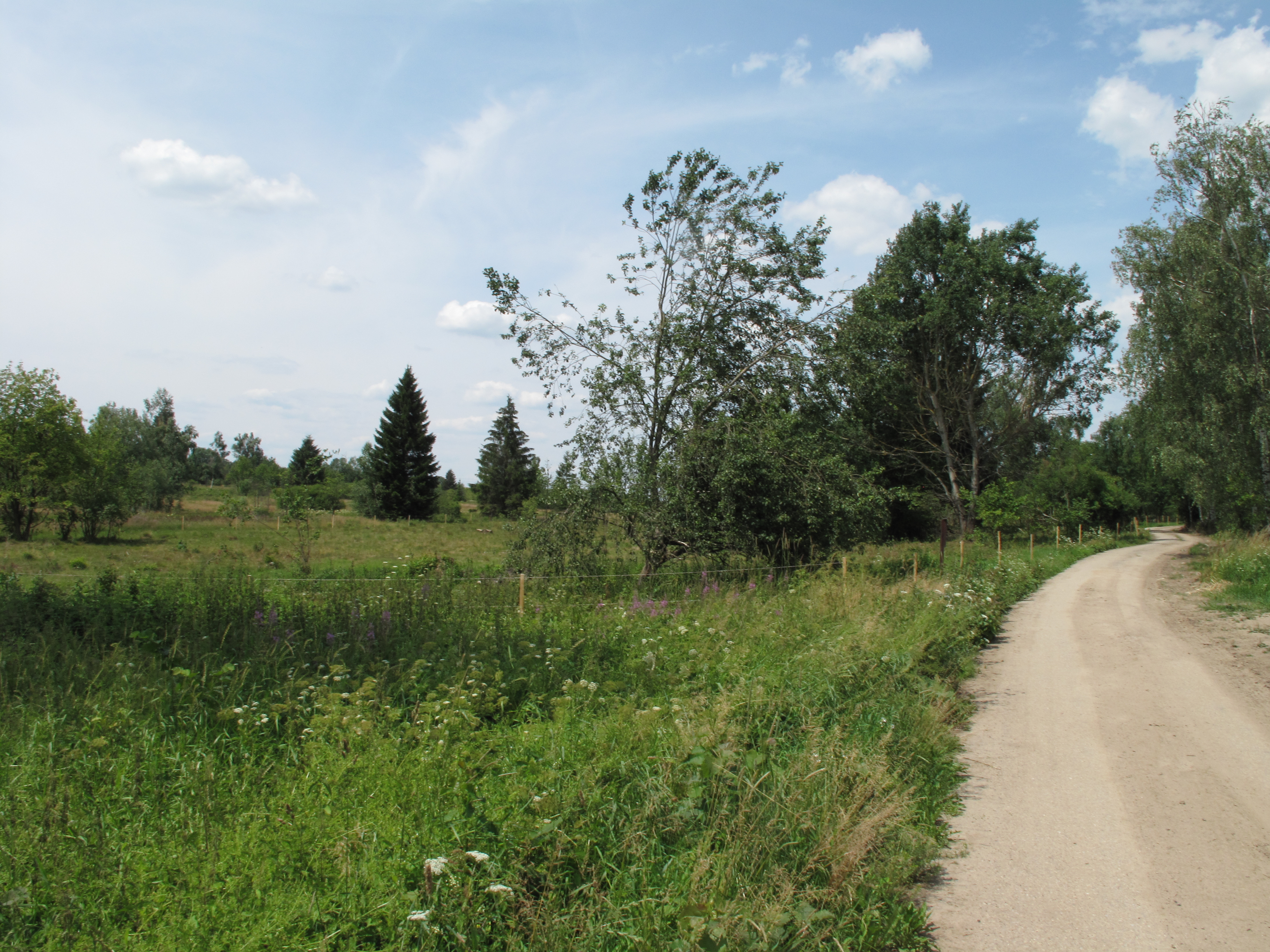
Pastvina
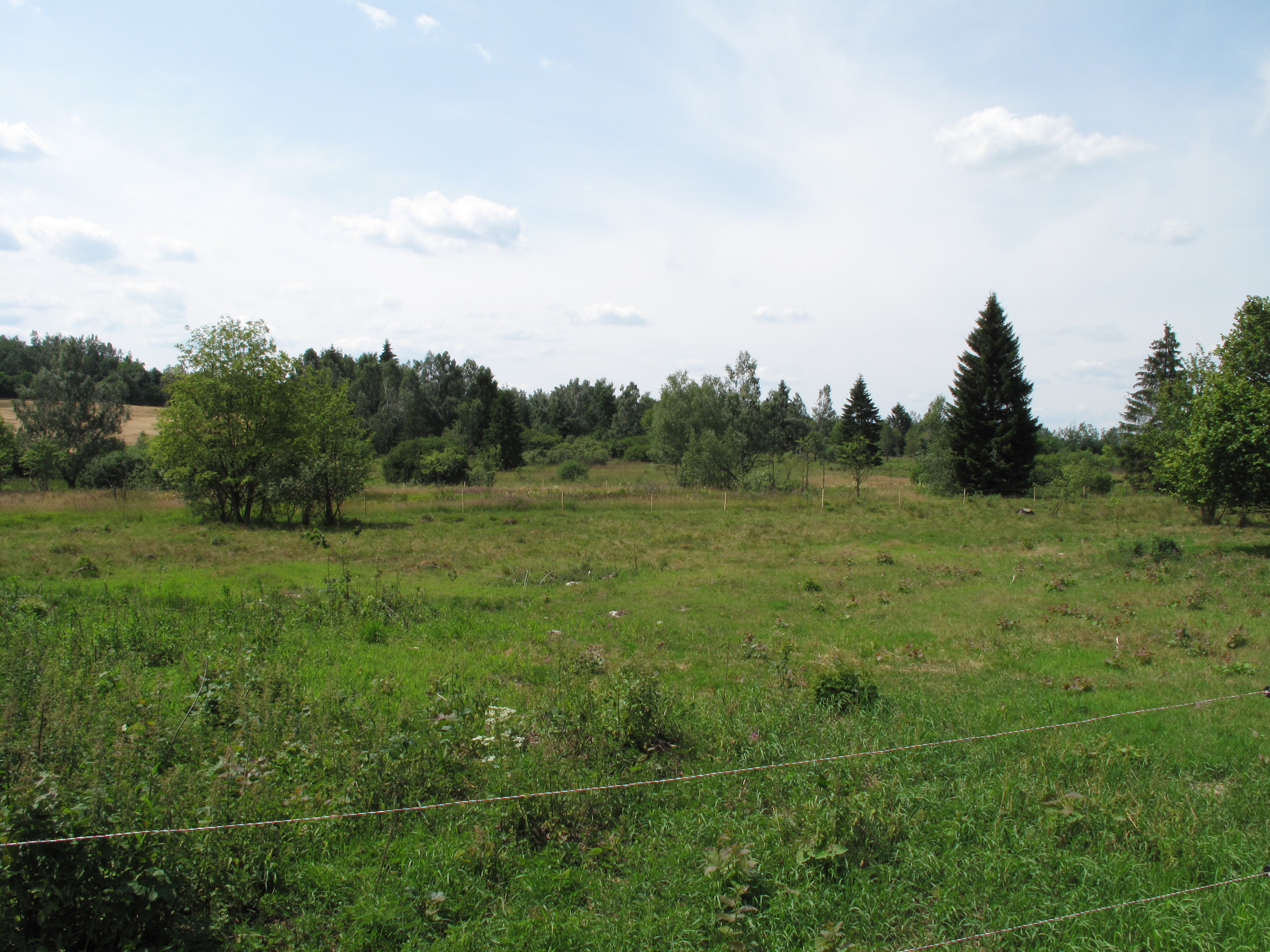
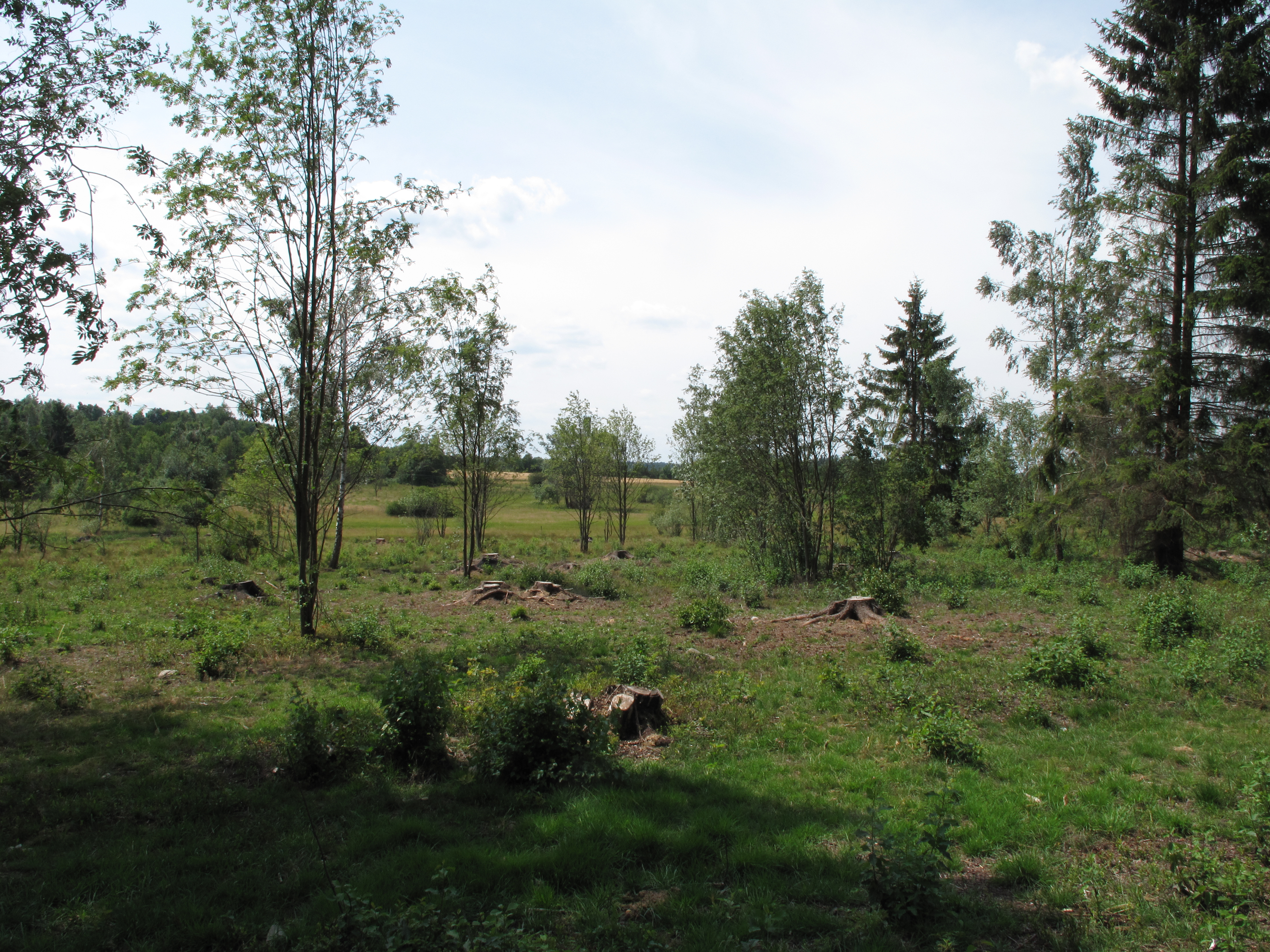
Klučení lesa
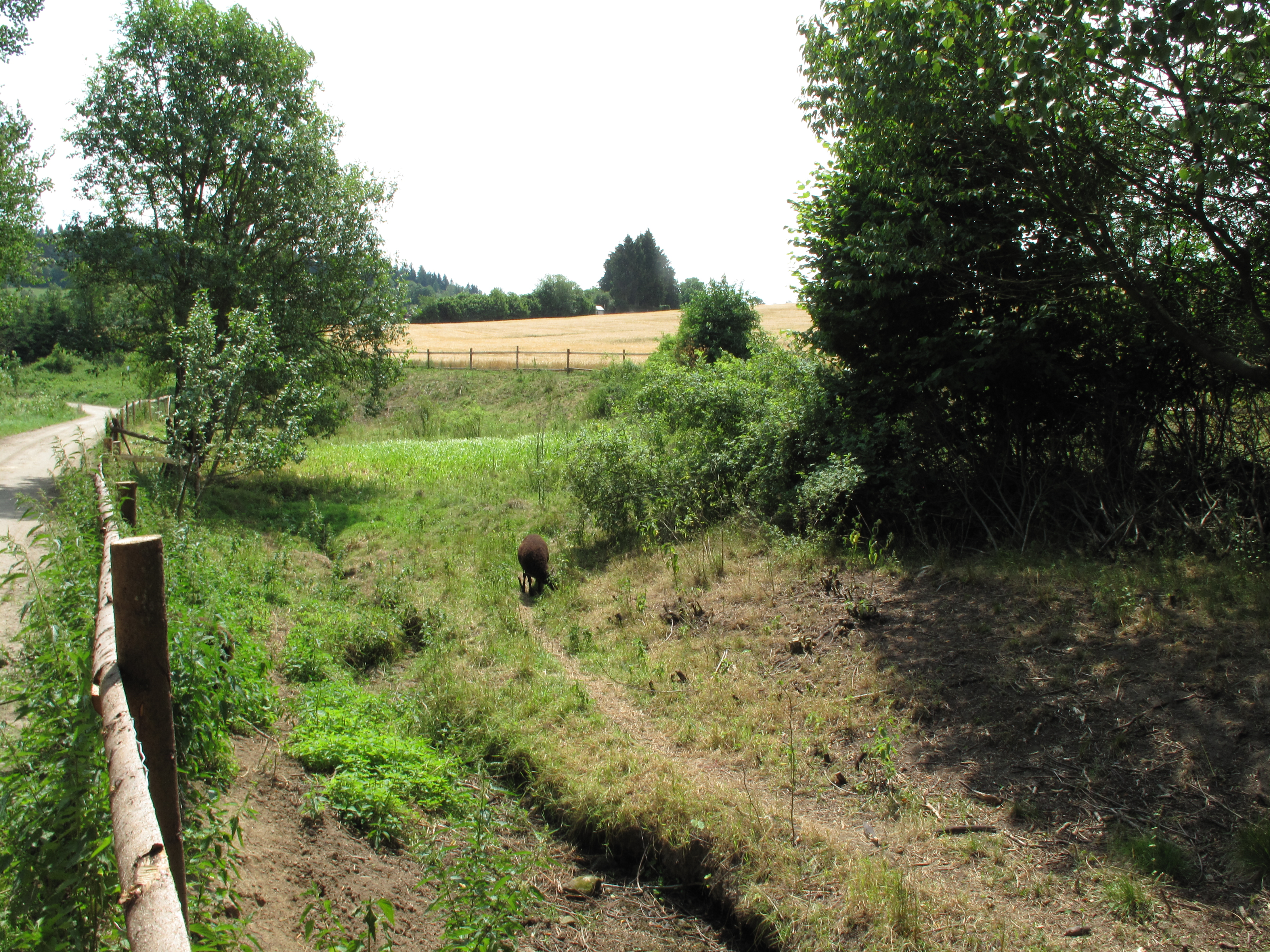
Ovce